# Insurrecció anarquista de gener de 1933
Revolució de gener de 1933 o més correctament insurrecció anarquista de gener de 1933, és el terme que usen la majoria dels historiadors per a referir-se al període de final del primer bienni de la Segona República Espanyola durant el qual tingueren lloc els fets de Casas Viejas que commocionaren l'opinió pública espanyola contemporània.

## Començament

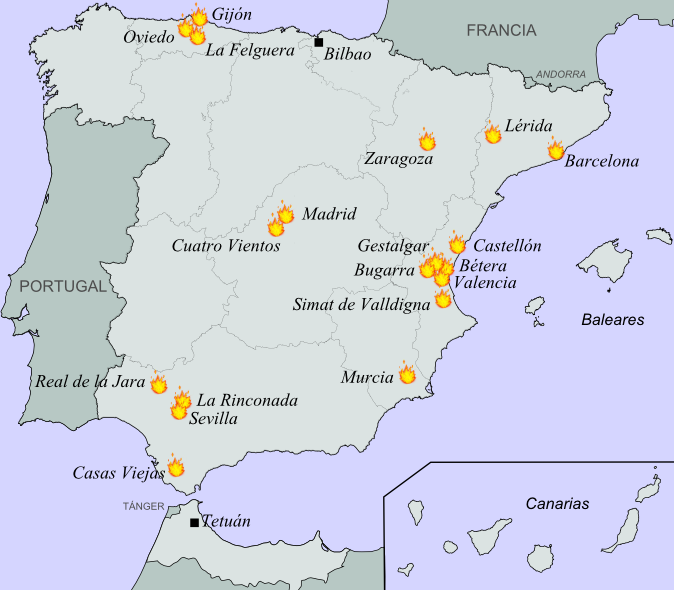
Principals escenaris.

La insurrecció correspon a la tàctica anarquista de la CNT i de la FAI de promoure agitacions socials que denunciessin les paupèrrimes condicions de vida de la classe treballadora a l'estat espanyol, situacions que produirien l'anomenat "contagi revolucionari" en el qual s'iniciaria la revolució llibertària a Espanya. Per al dia 1 de gener convoquen una vaga general al país.
La insurrecció s'inicia l'1 de gener, quan des de la set de la tarda a les nou de la nit, fan explosió a La Felguera, (seu de la CNT d'Astúries), diverses bombes de gran potència. Simultàniament, a Sevilla, es produeixen aldarulls al carrer i són assaltades tendes i bars. Al poble de Real de la Jara els agitadors incendien l'església local. Es produeixen també saquejos a Lleida, i enfrontaments a Pedro Muñoz (Ciudad Real), on els sindicalistes prenen l'Ajuntament, proclamant el comunisme llibertari. El 2 de gener la Guàrdia Civil de Barcelona descobreix un dipòsit de bombes atribuït al mateix sindicat. El dia 3 es descobreix un altre arsenal d'explosius a Barcelona; el 5 esclaten més artefactes a La Felguera, i en Gijón, i s'agreugen les vagues dels tipògrafs en València, els metal·lúrgics i els empleats de l'empresa Electra.

## Propagació
El dia 8, membres del moviment anarcosindicalista de Madrid intenten prendre les casernes de Carabanchel, de la Montaña i María Cristina, produint-se un intercanvi de trets amb la Guàrdia Civil. A Barcelona hi ha actes de violència als voltants de l'Arc del teatre, on està instal·lada la seu del sindicat. Hi ha també tirotejos davant la caserna de Drassanes, on un guàrdia d'assalt cau mort, i un cap resulta ferit. En la prefectura de policia de Madrid esclaten tres bombes.
A València, les organitzacions anarcosindicalistes se sumen a l'agitació en gran part del territori. Hi ha desordres a València i en nombrosos pobles de la província. A Xestalgar esclaten diverses bombes. A Bugarra, els anarquistes després un intens combat amb les forces de l'ordre prenen el poble, amb un saldo de més de cinc morts i diversos ferits, i proclamen el comunisme llibertari. A Castelló de la Plana s'inicia l'agitació el dia 10.
L'agitació es va estenent a Saragossa, Múrcia, Oviedo i altres províncies, aconseguint la seva major ressonància a Andalusia, on s'inicien nombroses vagues. A Sevilla s'incendien cotxes i tramvies, on la força pública s'enfronta en diversos tirotejos. A La Rinconada, es proclama el comunisme llibertari.
Fets de Casas Viejas: a Casas Viejas (Cadis), els camperols anarcosindicalistes es revolten proclamant el comunisme llibertari. Les forces d'ordre públic al comandament del capità Rojas provoquen una matança de veïns de la localitat, que es converteix en un gran escàndol polític.